# Sumberkalong
Sumberkalong is een bestuurslaag in het regentschap Bondowoso van de provincie Oost-Java, Indonesië. Sumberkalong telt 3725 inwoners (volkstelling 2010).